# 82 Alkmene
Alkmene (asteroide 82) é um asteroide da cintura principal com um diâmetro de 60,96 quilómetros, a 2,14041122 UA. Possui uma excentricidade de 0,2244582 e um período orbital de 1 674,67 dias (4,59 anos).
Alkmene tem uma velocidade orbital média de 17,9286149 km/s e uma inclinação de 2,83331423º.
Este asteroide foi descoberto em 27 de Novembro de 1864 por Robert Luther. Seu nome vem da personagem da mitologia grega Alcmene.